# Ruggero Bernardo III di Foix
Roger-Bernard III di Foix; in occitano Rogèr Bernat III de Fois e in francese Roger-Bernard III de Foix (verso la metà del secolo XIII (1243 circa) – Tarascon-sur-Ariège, 3 marzo 1302) è stato conte di Foix, Visconte di Castelbon e Signore e poi Coprincipe (dal 1278) di Andorra, dal 1265 e Visconte consorte di Béarn dal 1290, alla sua morte.
Entrò in conflitto sia con Filippo III di Francia che con Pietro III d'Aragona, il quale lo tenne prigioniero per un certo tempo. Era inoltre un raffinato poeta e trovatore.

## Origine

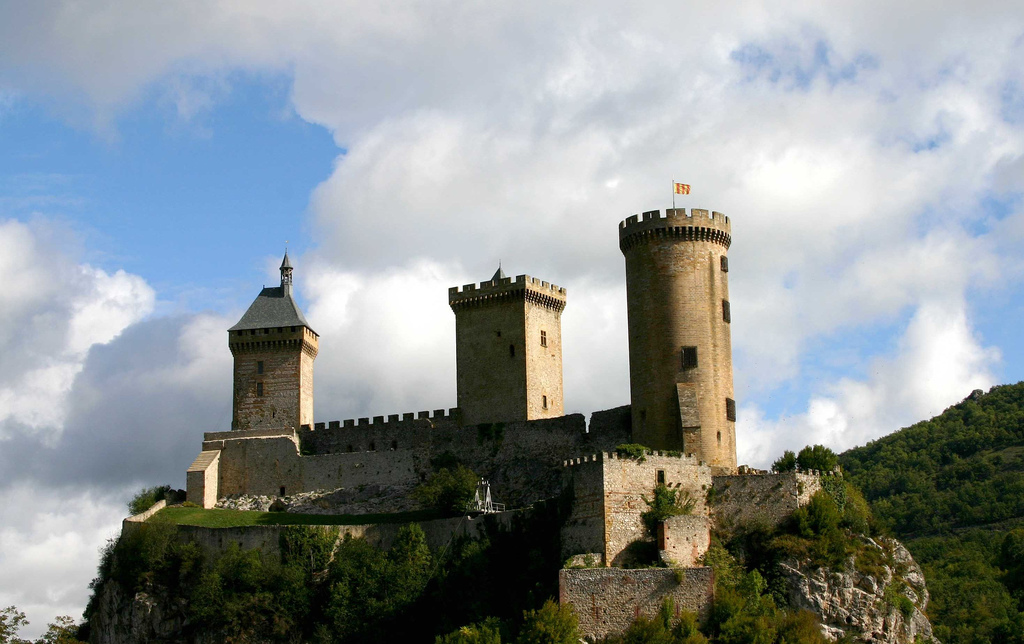
Il castello di Foix

Ruggero Bernardo, come risulta dalla Chroniques romanes des comtes de Foix era il figlio maschio primogenito del conte di Foix, Ruggero IV e della moglie, Brunisenda di Cardona, figlia di Ramon Folch, visconte di Cardona, e di Inés, dama di Tarroja de Segarra, come risulta dal contratto di matrimonio, datato 1231, che prevedeva oltre il suo matrimonio anche quello di sua sorella, Esclarmonde con il fratello di Brunisenda, Raimondo Folco, erede della viscontea di Cardona.
Ruggero IV di Foix era l'unico figlio maschio del conte di Foix, Ruggero Bernardo II di Foix (come risulta dal documento n° CLXIX, del 1231 della Histoire générale de Languedoc, Notes, tomus V) e della di lui consorte Ermesinda di Castelbon (come risulta dal testamento di Ermesinda, datato 28 dicembre 1229), che era figlia di Arnaldo visconte di Castelbon e della di lui moglie Arnalda di Caboet, come risulta dal documento n 31 delle Relations politiques des comtes de Foix avec la Catalogne jusqu'aucommencement du XIVe siècle.

## Biografia
Suo padre, Ruggero IV, che, come ci conferma Pierre de Guibours, detto Père Anselme de Sainte-Marie o più brevemente Père Anselme, aveva fatto testamento nel 1263 morì nel 1265, e Ruggero Bernardo gli succedette come Ruggero Bernardo III, sia nella contea di Foix, che nella Viscontea di Castelbon e nella Signoria di Andorra, sotto tutela della madre, Brunisenda.

### Conflitto con Filippo III

Lo stemma che Ruggero Bernardo adotta dopo aver ereditato Béarn nel 1290.

Il conflitto con Fillippo III aveva radici nel desiderio di lunga data del monarca francese di stabilire la sua autorità in Linguadoca, dove, fin dal X secolo, era stata praticamente inesistente. Nel 1272, Ruggero Bernardo si alleò col Conte d'Armagnac, Gerardo VI per attaccare Géraud de Casaubon signore di Sompuy, il quale, tuttavia, si rivolse al re chiedendo protezione. Ciò portò il re e il conte, Ruggero Bernardo, in aperto contrasto. Ignorando l'ordine reale, i due conti vennero a farsi guerra. Filippo, rivendicando i suoi diritti in qualità di erede di suo zio Alfonso di Poitou, invase la Linguadoca alla testa di una grande armata. Ruggero Bernardo fuggì al suo castello di Foix e il siniscalco di Tolosa, Eustache de Beaumarchais, si impadronì delle sue terre; anche Guillaume de Puylaurens, riporta l'occupazione della contea da parte del siniscalco.

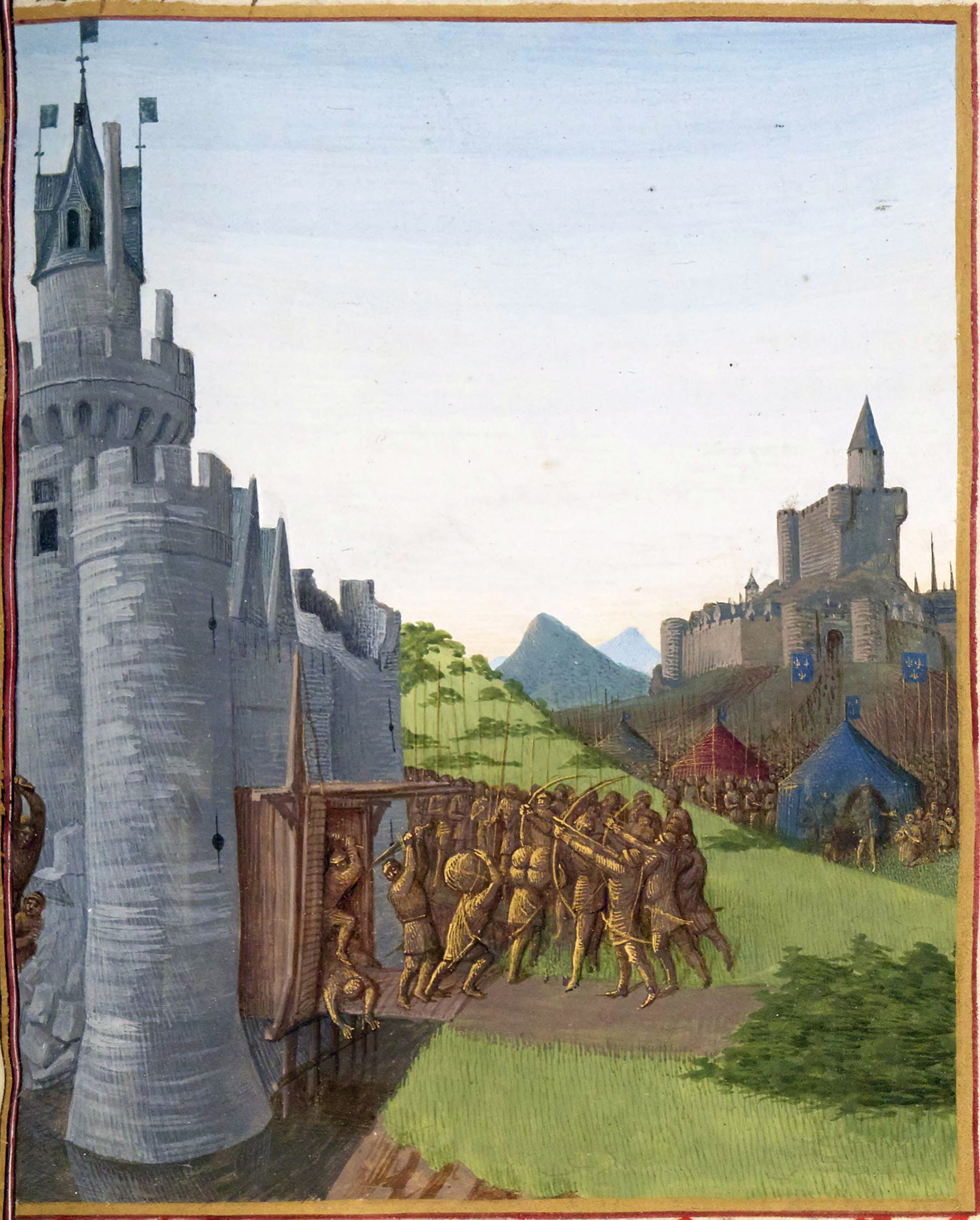
Conquista di Foix da parte di Filippo l'Ardito

Ruggero Bernardo, nel frattempo, si mise sotto la protezione del rivale del Francese, il re d'Aragona Giacomo I, il quale tentò di negoziare una pace. Il 3 giugno, re Filippo iniziò l'assedio di Foix e il 5 giugno, la cittadella cadde ad opera dei zappatori che abbatterono le sue mura difensive. Dopo un incontro tra Giacomo I, suocero di Filippo III e Gastone VII di Béarn, suocero di Ruggero Bernardo, quest'ultimo si arrese e venne imprigionato, portato nella prigione di Carcassonne. Ruggero Bernardo fu imprigionato per un anno; secondo Père Anselme, fu imprigionato, per circa un anno, nel castello di Beaucaire.
La contesa tra Giacomo e Filippo, tuttavia, non si estinse subito. Il primo si rifiutò di cedere ciò che andava a vantaggio del conte imprigionato. L'8 febbraio del 1273, il conflitto venne risolto e il re d'Aragona rinunciò alle sue rivendicazioni. Prima della fine di quest'anno, il conte di Foix, rilasciato, rese omaggio al re di Francia, e gli venne restituita una porzione delle sue terre confiscate. Le relazioni di Ruggero Bernardo con il re di Francia da qui momento furono solide, e addirittura nel dicembre del 1277 Filippo III lo considera ormai il suo "vassallo più leale e fedele".

### Guerra di successione navarrese
Alla morte del Re di Navarra e Conte di Champagne, Enrico I nel 1274, si accese una contesa in merito alla successione per questo piccolo regno. L'erede di Enrico era la figlia Giovanna, di circa un anno, futura moglie di Filippo il Bello, allora erede in linea diretta di Filippo III. Il re d'Aragona, Pietro III il Grande, tuttavia, si oppose alla sua successione, che avrebbe portato il Francese a controllare la Navarra. Al fine di assicurare la legittima eredità a Giovanna e a Filippo, Ruggero Bernardo condusse un'armata francese in Navarra nel settembre del 1276. Prende la capitale Pamplona con la forza radendola al suolo. Come premio per questa impresa di successo, Filippo III gli restituisce tutti i territori rimanenti della contea a sud del Pas de La Barre.

### Formazione di Andorra
Forse le più durevole conquista politica di Ruggero Bernardo è stato il suo accordo diplomatico con il vescovo di Urgell riguardo al possesso di Andorra, un piccolo territorio montano con una lunga storia di controversie riguardo alla sua signoria tra il vescovo e il conte. L'8 settembre del 1278, dopo lunghi negoziati, il conte e il vescovo conclusero un paréage, una forma di condominio, in merito alla regione contesa. Benché leggermente modificato poco dopo (lo stesso anno), il paréage resterà d'ora in poi il sistema di governo di Andorra, anche se la carica del Conte di Foix è stata devoluta al Presidente della Francia.

### Conflitto con Aragona
Nella primavera del 1280, il lungo estenuante conflitto tra Ruggero Bernardo e Pietro d'Aragona divenne un'aperta ribellione. Il conte di Foix formò una coalizione di altri nobili catalani insoddisfatti, tra cui Arnoldo Ruggero I di Pallars Sobirà ed Ermengol X di Urgell i quali si rivoltano contro Pietro III. Assediati a Balaguer, Ruggero Bernardo fu costretto ad arrendersi il 22 luglio e venne così imprigionato. Mentre gli altri capi della rivolta vennero rilasciati l'anno successivo, lui venne fatto languire in una prigione aragonese fino al dicembre 1283, a seguito dell'intervento di sua sorella, Esclarmonde, regina consorte di Maiorca, con l'appoggio del re di Francia. Pare che fu un espediente politico per la sua liberazione in cambio della viscontea di Castelbon in uno sforzo di stornare l'aggressione francese nella forma della cosiddetta "crociata aragonese".
Ruggero Bernardo, ovviamente, non è grato all'allora scomunicato re d'Aragona e prontamente si schiera con gli invasori francesi ai quali prima si arrendono Elne, il 25 maggio del 1285, e poi, il 7 settembre, Gerona, dopo 10 settimane d'assedio, mentre Raimondo Ruggero, fratello del conte di Pallars Sobirà, fa da intermediario tra gli arresi e il conte di Foix. I francesi però, in preda di malattie si dovettero ritirare ed il re Filippo III morì a Perpignano, il 5 ottobre di quello stesso anno, seguito poco dopo da Pietro III (11 novembre), evitando così a Ruggero Bernardo di subire una rappresaglia.

### Relazioni con Filippo IV
Nel 1290, Ruggero Bernardo cercò di fermare i siniscalchi di Tolosa e Carcassonne per non farli interferire con i suoi affari interni, come l'amministrazione della giustizia e la riscossione delle tasse. Filippo il Bello, adesso re di Francia, rifiutò di richiamare i suoi funzionari e ridusse l'autorità del conte nel sud, vedendosi inoltre costretto a confiscargli due dei suoi castelli onde punirlo per la sua disobbedienza e per la mancanza di cooperazione con la corona. Ciò nonostante, nel 1293, il re alla fine intervenne ordinando ai siniscalchi di Carcassonne di lasciare le faccende del conte di Foix al conte di Foix. Filippo, il 29 aprile, ordinò ai siniscalchi di restituire i castelli confiscati nel 1290.
Nel 1295, Ruggero Bernardo delibera che il siniscalco imponga tasse senza il suo consenso o permesso per finanziare la guerra contro l'Inghilterra,, che in quell'anno era ripresa. Dato che il conte era favorevole a queste imposte come mezzo di pagamento, Filippo nominò il conte Governatore di una parte della Guascogna e gli riconsegnò i suoi castelli, confiscati nel 1290, nel luglio del 1295 e 1298.
Quando Bernard Saisset, vescovo di Pamiers, incitò la popolazione di Tolosa alla rivolta, chiese a Ruggero Bernardo di capeggiarla, ma questi rifiutò e ne informò il re.

### Eredità di Béarn

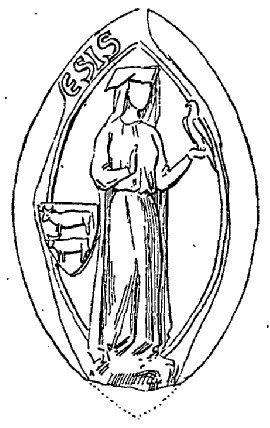
Margherita di Montcada

Nell'ottobre 1252, Ruggero Bernardo aveva sposato Margherita di Montcada, la figlia secondogenita del Visconte di Béarn, Gastone VII e della Contessa di Bigorre e viscontessa di Marsan, Mathe di Matha.
Nel suo testamento, Gastone VII aveva dichiarato sua erede Margherita, unanimemente accettata, sebbene non dalla sua terza figlia Mathe e suo marito il Conte d'Armagnac, Gerardo VI. Successivamente, Gastone dichiarò come nuova erede la sua quarta figlia Guglielmina, ma quando morì il 26 aprile 1290, Ruggero Bernardo, divenendo così anche visconte consorte di Béarn, prese subito possesso della viscontea di Bearn (maggio), nel cui stemma confluiranno adesso quello di Foix e quello di Béarn.
Nel 1293, dopo tre anni di pace, il nuovo Conte d'Armagnac, Bernardo VI, figlio di Mathe e Gerardo VI si oppose all'usurpazione di Béarn e iniziò una lunga guerra contro Ruggero Bernardo per i diritti delle loro rispettive, moglie e madre. Questa guerra durerà a lungo, fino al 1377.
Quando la summnezionata Guglielmina, vedova di Pietro di Aragona, figlio di Pietro III, donò tutte le sue terre catalane al nuovo re d'Aragona Giacomo II nell'aprile del 1300, Ruggero Bernardo vi si oppose mettendosi in marcia alla testa delle sue truppe attraverso il passo del Colle del Puymorens. Morì a Tarascon-sur-Ariège il 3 marzo del 1302 e venne sepolto nell'Abbazia di Boulbonne, accanto ai suoi antenati.
Gli succedette l'unico figlio maschio, Gastone, come Gastone I di Foix, sotto la tutela della madre, Margherita di Montcada.

## Discendenza
Ruggero da Margherita ebbe cinque figli:
- Gastone (1287 - 1315), suo successore[7]
- Constanza († dopo l'8 settembre 1332, data del suo testamento), che dopo essere stata fidanzata all'infante d'Aragona, Giacomo, nel 1296 aveva sposato Giovanni I di Lévis, figlio di Guido III, signore di Mirepoix[7]
- Mathe, che nel 1294 aveva sposato Bernardo IV conte di Astarac[7]
- Margherita († nel 1304 circa), che nel 1291 aveva sposato Bernardo IV Jordan, Signore de L'Isle-Jourdain[7]
- Brunissenda († prima del 1324), che nel 1298 aveva sposato Elia VII di Périgord[7].

## Ascendenza
|                              |                        |                               | Genitori |  |  | Nonni |  |  | Bisnonni                 |  |  | Trisnonni                  |  |
|                              |                        |                               |          |  |  |       |  |  | Raimondo Ruggero di Foix |  |  | Ruggero Bernardo I di Foix |  |
|                              |                        |                               |          |  |  |       |  |  | Raimondo Ruggero di Foix |  |  | Ruggero Bernardo I di Foix |  |
|                              |                        | Cecilia Trencavel             |          |  |  |       |  |  | Raimondo Ruggero di Foix |  |  |                            |  |
| Ruggero Bernardo II di Foix  |                        |                               |          |  |  |       |  |  | Raimondo Ruggero di Foix |  |  |                            |  |
|                              |                        | Filippa di Moncada            | …        |  |  |       |  |  |                          |  |  |                            |  |
|                              |                        | Filippa di Moncada            | …        |  |  |       |  |  |                          |  |  |                            |  |
|                              |                        | Filippa di Moncada            | …        |  |  |       |  |  |                          |  |  |                            |  |
| Ruggero IV di Foix           |                        | Filippa di Moncada            |          |  |  |       |  |  |                          |  |  |                            |  |
|                              |                        | Arnaldo di Castelbon          | …        |  |  |       |  |  |                          |  |  |                            |  |
|                              |                        | Arnaldo di Castelbon          | …        |  |  |       |  |  |                          |  |  |                            |  |
|                              |                        | Arnaldo di Castelbon          | …        |  |  |       |  |  |                          |  |  |                            |  |
| Ermesinda di Castelbon       |                        | Arnaldo di Castelbon          |          |  |  |       |  |  |                          |  |  |                            |  |
|                              |                        | Arnalda di Caboet             | …        |  |  |       |  |  |                          |  |  |                            |  |
|                              |                        | Arnalda di Caboet             | …        |  |  |       |  |  |                          |  |  |                            |  |
|                              |                        | Arnalda di Caboet             | …        |  |  |       |  |  |                          |  |  |                            |  |
| Ruggero Bernardo III di Foix |                        | Arnalda di Caboet             |          |  |  |       |  |  |                          |  |  |                            |  |
|                              | Guglielmo I de Cardona | Raimondo Folch III de Cardona |          |  |  |       |  |  |                          |  |  |                            |  |
|                              | Guglielmo I de Cardona | Raimondo Folch III de Cardona |          |  |  |       |  |  |                          |  |  |                            |  |
|                              | Guglielmo I de Cardona | Isabella Sibilla di Urgell    |          |  |  |       |  |  |                          |  |  |                            |  |
| Raimondo Folch IV de Cardona | Guglielmo I de Cardona |                               |          |  |  |       |  |  |                          |  |  |                            |  |
|                              |                        | Geralda                       | …        |  |  |       |  |  |                          |  |  |                            |  |
|                              |                        | Geralda                       | …        |  |  |       |  |  |                          |  |  |                            |  |
|                              |                        | Geralda                       | …        |  |  |       |  |  |                          |  |  |                            |  |
| Brunisenda di Cardona        |                        | Geralda                       |          |  |  |       |  |  |                          |  |  |                            |  |
|                              |                        | …                             | …        |  |  |       |  |  |                          |  |  |                            |  |
|                              |                        | …                             | …        |  |  |       |  |  |                          |  |  |                            |  |
|                              |                        | …                             | …        |  |  |       |  |  |                          |  |  |                            |  |
| Agnese di Tarroja            |                        | …                             |          |  |  |       |  |  |                          |  |  |                            |  |
|                              |                        | …                             | …        |  |  |       |  |  |                          |  |  |                            |  |
|                              |                        | …                             | …        |  |  |       |  |  |                          |  |  |                            |  |
|                              |                        | …                             | …        |  |  |       |  |  |                          |  |  |                            |  |
|                              |                        | …                             |          |  |  |       |  |  |                          |  |  |                            |  |

### Fonti primarie
- (LA)  Histoire Générale de Languedoc, Tome V, Notes.
- (LA)  Histoire Générale de Languedoc, Preuves, Tome V.
- (LA)  Relations politiques des comtes de Foix avec la Catalogne jusqu'aucommencement du XIVe siècle.
- (LA)  Rerum Gallicarum et Francicarum Scriptores, tomus XIX Archiviato il 27 ottobre 2018 in Internet Archive..
- (LA)  Layettes du trésor des chartes : de l'année 1224 à l'année 1246.
- (FR)  Histoire généalogique et chronologique de la maison royale de France, tous III.
- (OC, FR)  Chroniques romanes des comtes de Foix.

### Letteratura storiografica
- Hilda Johnstone, Francia: gli ultimi capetingi, in «Storia del mondo medievale», vol. VI, 1999, pp. 569–607
- Hilda Johnstone, Inghilterra:Edoardo I e Edoardo II, in «Storia del mondo medievale», vol. VI, 1980, pp. 673–717
- (FR)  Chronique de maître Guillaume de Puylaurens sur la guerre des Albigeois.